# Vester Vov Vov
|  | For den danske film af samme navn, se Vester Vov-Vov (film) |
Vester Vov Vov er en biograf beliggende Absalonsgade 5, Vesterbro, København. Biografen blev etableret 1975 med første offentlige forestillinger 22. september 1975.
Som landets ældste fungerende 'art-cinema' er et stort varieret repertoire af fortrinsvis europæiske kvalitetsfilm, dokumentarfilm og amerikanske independentfilm, kendetegnende for biografen. 
Biografens navn er hentet fra den danske film Vester Vov-Vov fra 1927.
Vester Vov Vov fremstår i 2012 gennemrenoveret med 2 sale (70/60 pladser) og med digital teknologi.
Vester Vov Vov startede i 2011 et samarbejde med foreningen Cinema Closer, hvor der vises Open Air film på en græsplæne over for biografen om sommeren. Et samarbejde, som også indbefatter Vesterbro Ungdomsgård og Københavns Museum.
Vester Vov Vov er medlem af Artcinemaforeningen - stiftet i 2016.
Vester Vov Vov har siden 1992 været medlem af Europa Cinemas, et netværk under EU's medieprogram.